# گلوریا وندربیلت
گلوریا وندربیلت (به انگلیسی: Gloria Vanderbilt) با نام کامل گلوریا لورا وندربیلت زادهٔ ۲۰ فوریهٔ ۱۹۲۴ – درگذشته ۱۷ ژوئن ۲۰۱۹) هنرمند، هنرپیشه، طراحی مد، شخص طراز بالای جامعه اهل ایالات متحده آمریکا بود. او بر اثر سرطان معده درگذشت.
وی از اعضای خانواده وندربیلت و مادر اندرسون کوپر، روزنامه‌نگار و شخصیت تلویزیونی آمریکایی است.
گلوریا وندربیلت طراح شلوار جین بر پارچه‌های دنیم آبی بوده‌است.

## سرپرستی
پدر گلوریا وندربیلت در کودکی او درگذشت و ثروت زیادی برای گلوریا به ارث رسید. این ثروت باعث درگیری میان مادر و عمه گلوریا برای سرپرستی او شد. در ایالات متحده آمریکا از پروندهٔ سرپرستی گلوریا وندربیلت در سال ۱۹۳۴ به عنوان «محاکمه قرن» یاد می‌شود.